# Nudaria mollis
Nudaria mollis là một loài bướm đêm thuộc phân họ Arctiinae, họ Erebidae.